# Trabajo no remunerado en México
Hasta 2023, el trabajo no remunerado en México constituía el 24,3% del Producto Interno Bruto de dicho país, por el equivalente a 7,2 billones de pesos.
Se ha establecido que el grueso de esta labor está realizada por mujeres que representan el 72% de dicha fuerza laboral, lo que representa 2,6 veces lo que aportan los hombres.La contribución económica realizada por cada mujer mayor de 12 años a través del trabajo no pagado es de $71 524 pesos mexicanos al año.Se calcula que en dicho tipo de trabajo participa el 97% de la población femenina mayor de 12 años.
Los estados que más aportan al PIB mexicano desde el trabajo no remunerado son Chiapas (62%), Guerrero (50%) y Oaxaca (48%).

## Tipo de actividades
El INEGI ha identificado los siguientes que el principal rubro en el que se desarrolla el trabajo no pagado es el de cuidados y apoyo. Las principales categorías en el que se divide el trabajo no remunerado mexicano fueron las siguientes:
| Labores domésticas y de cuidados           | Participación porcentual respecto del PIB Nacional | Distribución Porcentual |
| ------------------------------------------ | -------------------------------------------------- | ----------------------- |
| Alimentación                               | 5,5                                                | 22,6                    |
| Limpieza y mantenimiento de la vivienda    | 5,8                                                | 23,7                    |
| Limpieza y cuidado de la ropa y calzado    | 2,0                                                | 8,2                     |
| Compras y administración de hogar          | 2,8                                                | 11,6                    |
| Cuidados y apoyo                           | 6,1                                                | 24,9                    |
| Ayuda a otros hogares y trabajo voluntario | 2,2                                                | 8,9                     |